# Александровка (Липовецкий район)
Алекса́ндровка (укр. Олександрівка) — село на Украине, находится в Липовецком районе Винницкой области.
Код КОАТУУ — 0522281403. Население по переписи 2001 года составляет 22 человека. Почтовый индекс — 22525. Телефонный код — 4358.
Занимает площадь 0,362 км².

## Адрес местного совета
22525, Винницкая область, Липовецкий р-н, с. Зозов, ул. Ленина, 26